# Очередь (роман)
«Очередь» — постмодернистский роман Владимира Сорокина 1983 года.
Этот первый роман Сорокина был опубликован диссидентом-эмигрантом Андреем Синявским во Франции в 1985 году.
О. Богданова указывает на непосредственную связь формы произведения с текстами художников и писателей московского концептуализма.

## Персонажи
- Лена
- Вадим
- Володя
- Людмила

и др.